# Plenilunio (singolo)
Plenilunio è un singolo del rapper italiano Madman, pubblicato il 24 maggio 2024 come unico estratto dal quarto album in studio Lonewolf.

## Video musicale
Il videoclip è stato pubblicato il 27 maggio 2024 sul canale YouTube del rapper.

## Tracce
1. Plenilunio – 3:31